# ジョー・トーマス (フルート奏者)
ジョー・トーマス（Joe Thomas、1933年5月31日 - 2017年7月26日）は、アメリカ合衆国のジャズ・フルート奏者であり、時としてサックス奏者として活動した。

## 略歴
子供の頃、トーマスはアルト・サックスとソプラノ・サックス、トロンボーン、フルート、ピアノの演奏を学び、作曲についても学んだ。兄に励まされて、15歳からクラブでの演奏を始め、ジェームス・ムーディに目を掛けられた。アメリカ陸軍に入隊した後、朝鮮戦争での戦闘中にパープルハート章を受け取り、アメリカへと帰還して、スペックス・ウィリアムズと共演。1960年代初頭、ローダ・スコットのトリオに加わった。
トーマスはオルガン奏者のジミー・マクグリフとレコーディングを行い、1970年代後半から1980年代初頭にかけて自身の名義でいくつかのアルバムをリリースした。

## ディスコグラフィ

### リーダー・アルバム
- Speak Your Piece (1964年、Sue)
- 『カミン・ホーム』 - Comin' Home (1968年、Cobblestone) ※ジョー・トーマス・グループ名義
- Is the Ebony Godfather (1971年、Today)
- 『ジョイ・オブ・クッキン』 - Joy of Cookin' (1972年、Groove Merchant)
- Moog Fluting (1974年、GRC) ※The Ebony Godfather名義
- 『マサダ』 - Masada (1975年、Groove Merchant)
- 『フィーリンズ・フロム・ウィズィン』 - Feelin's from Within (1976年、Groove Merchant)
- 『ヒア・アイ・カム』 - Here I Come (1977年、LRC)
- 『ゲット・イン・ザ・ウィンド』 - Get in the Wind (1978年、LRC)
- 『メイク・ユア・ムーヴ』 - Make Your Move (1979年、LRC)
- Flash (1980年、Chiaroscuro)
- Sweet Cocoa (1980年、51 West)

### 参加アルバム
ローダ・スコット
- 『ファンキー・オルガン・クィーン』 - Hey, Hey, Hey (1962年、Tru-Sound)
- Live!! at the Key Club (1962年、Tru-Sound)
- Live at the Olympia (1971年、Barclay)
- A L'Orgue Hammond Vol. 4 (1974年、Barclay)
- Take Five (1991年、Verve)

その他
- アンバーサンシャワー : 『琥珀の太陽』 - Walter T. Smith (1996年、Gee Street/Island)
- ベック : 『ザ・ニュー・ポリューション・アンド・アザー・フェイヴァリッツ』 - The New Pollution (1997年、DGC/Bong Load) ※EP
- ジミー・マクグリフ : 『ストンプ・ジュース』 - Stump Juice (1975年、Groove Merchant)
- ジミー・マクグリフ : 『ザ・ミーン・マシーン』 - The Mean Machine  (1976年、Groove Merchant)
- バディ・テリー : Natural Soul (1968年、Prestige)
- ジョー・テックス : Rub Down (1978年、Epic)